# Амплификация (риторика)
Амплификация (лат. amplificatio «расширение») — стилистическая фигура, представляющая собой ряд повторяющихся речевых конструкций или слов, эмоционально усиливающих какое-либо определение или утверждение.

## Характеристика
Амплификация является одним из средств усиления поэтической выразительности речи, приметой высокого стиля. «Писатели применяют амплификацию в тех случаях, когда рассуждение на какую-либо социально значимую или философскую тему необходимо сделать патетическим и красноречивым».
Амплификация как стилистический приём выражается, например, в накоплении синонимов, гипербол, антитез, сравнений и т. п.
Разновидностями амплификации являются плеоназм (греч. pleonasmos — излишек) и градация (лат. gradatio — изменение степени). Если первая фигура предполагает употребление слов, дублирующих значения друг друга, то вторая представляет собой цепь однородных членов предложения, имеющих общее значение и расположенных в порядке нарастания (климакс) или убывания (антиклимакс) этого значения.
На амплификации может быть основано целое стихотворение. Таковы, например, стихотворения «Три ключа» А. С. Пушкина или «Большая элегия Джону Донну» И. А. Бродского.

## Примеры

### Градация
…всего ужаснее то, что вы стоите теперь передо мною, как бесчувственный столб, разиня рот и хлопая глазами, что даже неприлично, тогда как при одном предположении подобного случая вы бы должны были вырвать с корнем волосы из головы своей и испустить ручьи… что я говорю! реки, озера, моря, океаны слез!..
— Достоевский Ф. М. Село Степанчиково и его обитатели

### Плеоназм
Ночь стояла смутно над людьми, и больше никто не произносил слова, только слышалось, как по-старинному брехала собака на чужой деревне, точно она существовала в постоянной вечности— Платонов А. П. Котлован

### Повторение предлогов, ряд однородных определений
За всё, за всё тебя благодарю я:

За тайные мучения страстей,

За горечь слёз, отраву поцелуя,

За месть врагов и клевету друзей;

За жар души, растраченный в пустыне…
— Лермонтов М. Ю. Благодарность

### Повторение слов в начале предложений
Когда в листве сырой и ржавой

Рябины заалеет гроздь, —

Когда палач рукой костлявой

Вобьёт в ладонь последний гвоздь, —

Когда над рябью рек свинцовой,

В сырой и серой высоте,

Пред ликом родины суровой

Я закачаюсь на кресте…
— Блок А. А., «Когда в листве сырой и ржавой…»

### Ряд сравнений
Берёт —

как бомбу,

берёт —

как ежа,

как бритву

обоюдоострую,

берёт,

как гремучую

в 20 жал

змею

двухметроворостую.
— Маяковский В. В. Стихи о советском паспорте

### Накопление синонимов, антитез
…Я тайный замысел ласкал,

Терпел, томился и страдал…
— Лермонтов М. Ю. Мцыри

Он был похож на вечер ясный:

Ни день, ни ночь, — ни мрак, ни свет!…
— Лермонтов М. Ю. Демон